# Schwärze

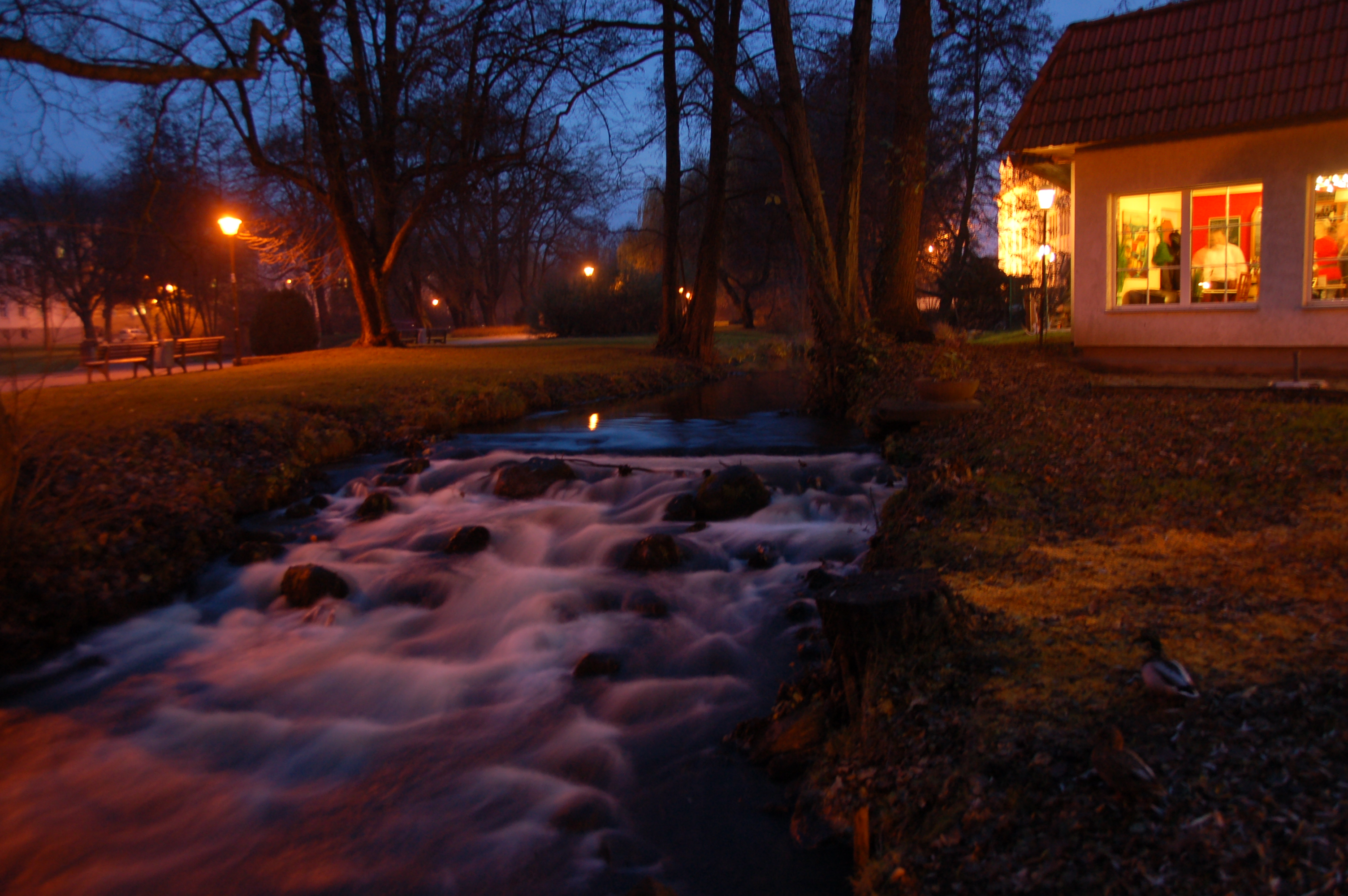
Schwärze am Weidendamm

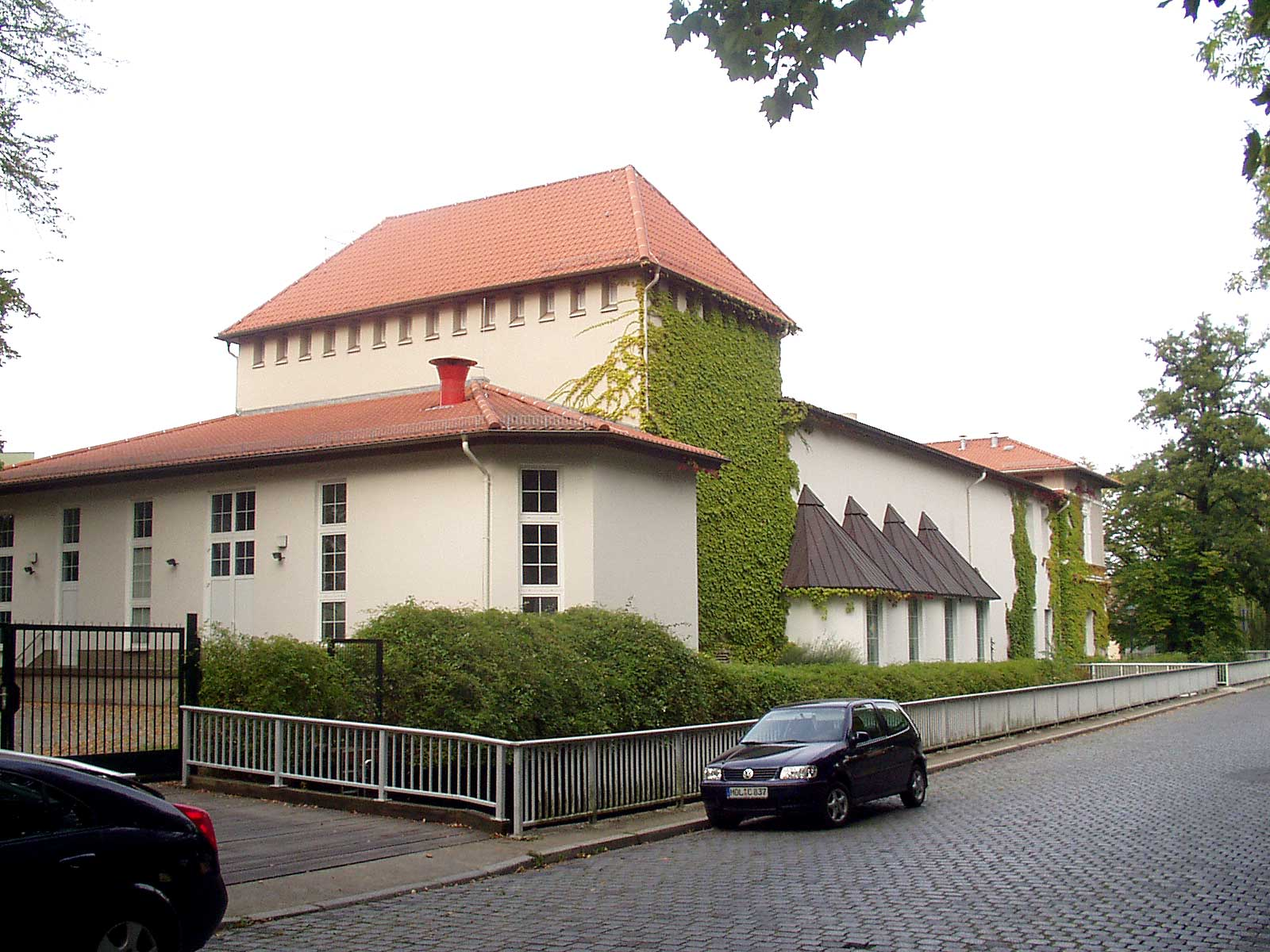
Haus Schwärzetal, im Vordergrund der befestigte Lauf der Schwärze

Die Schwärze ist ein kleiner Fluss im nordöstlichen Brandenburg und ein rechter Zufluss des Finowkanals. Sie entspringt im Schwärzesee und vereinigt sich nach ungefähr fünf Kilometern bei Spechthausen mit dem etwa elf Kilometer langen Nonnenfließ. Im Mittellauf südlich des Eberswalder Tierparks mündet das Herthafließ in die Schwärze. Die Schwärze verläuft überwiegend in Wäldern und ist etwa 9,4 Kilometer lang, mit Nonnenfließ als Quellfluss etwa 16 Kilometer.
Während die Schwärze im Quellgebiet am Rande des Eberswalder Urstromtals viele Mäander bildet und sich tief in die Sandhänge der Buchenwälder einschneidet, verlaufen Mittel- und Unterlauf sehr flach. Am südlichen Rand des Tierparks Eberswalde ist sie mit etwa 50 m am breitesten. Das Wasser der Schwärze besitzt im Oberlauf bis Spechthausen eine gute bis sehr gute Wasserqualität und im Unterlauf an der Messstelle Eberswalde die Gewässergüteklasse III; vereinzelt sind Forellen zu beobachten.
In Höhe der Zainhammer Mühle ist die Schwärze zu einem kleinen See angestaut; bis etwa 2000 wurden hier Forellen gezüchtet. An diesem kleinen See ist eine Fischtreppe angelegt, was der Durchgängigkeit der Schwärze dienen soll. Ebenfalls in der Nähe der Zainhammer Mühle befindet sich eine im Volksmund „Wünschelbrücke“ genannte kleine Brücke. Es wird behauptet, dass Wünsche, die man sich still auf ihr wünscht, wahr werden. Diese Legende war auch schon vor 1900 Stadtgespräch.
Hinter der Zainhammer Mühle erreicht die Schwärze das Stadtgebiet von Eberswalde, fließt durch den Forstbotanischen Garten Eberswalde und gelangt am Fuß der Brunnenberge in die Innenstadt am Rand des Weidendamms in Höhe des Kulturhauses Haus Schwärzetal. Sie durchfließt den Stadtcampus der Hochschule für nachhaltige Entwicklung Eberswalde und mündet kurz oberhalb der Stadtschleuse in den Finowkanal.
In der Schwärze lebt die Baltische Groppe, es ist fast das einzige Gewässer in Deutschland, in dem die Art zu finden ist. Weitere Arten in der Schwärze sind die Bachforelle, Drei- und Neunstacheliger Stichling, Gründling, Rotauge und der Flussflohkrebs.
Im Frühjahr sorgte sie regelmäßig durch Hochwasser für feuchte Keller in Teilen von Eberswalde.
Das Gewässer wurde im Jahr 1300 („apud Swertzam“) erstmals schriftlich erwähnt. Der Name leitet sich vom polabischen Wort *svirč „Grille“ ab.